# Myllysaari, Seinäjoki
Myllysaari är en ö i Finland.   Den ligger i den ekonomiska regionen  Seinäjoki och landskapet Södra Österbotten, i den sydvästra delen av landet, 300 km norr om huvudstaden Helsingfors.